# NGC 2269
NGC 2269 est un amas ouvert, situé dans la constellation de la Licorne. Il a été découvert par l'astronome germano-britannique William Herschel en 1784.
NGC 2269 est à environ 1 687 pc (∼5 500 al) du système solaire et les dernières estimations donnent un âge de 261 millions d'années. La taille apparente de l'amas est de 3,0 minutes d'arc, ce qui, compte tenu de la distance, donne une taille réelle maximale d'environ 4,8 années-lumière.
Selon la classification des amas ouverts de Robert Trumpler, cet amas renferme moins de 50 étoiles (lettre p) dont la concentration est moyenne (II) et dont les magnitudes se répartissent sur un intervalle moyen (le chiffre 2).